# Jure Kocjan
Jure Kocjan (Jesenice, 18 de octubre de 1984) es un ciclista esloveno.

## Biografía
Jure Kocjan fue reclutado en 2009 por el equipo Carmiooro-A-Style después de haber distribuido un mensaje por Facebook publicitándose ya que su anterior equipo, el Perutnina Ptuj, había desaparecido. 
En 2009 terminó segundo de la Estrella de Bessèges, en la que ganó una etapa.
En octubre de 2012 fichó por el equipo vasco Euskaltel Euskadi, tras el nuevo proyecto del equipo de contratar ciclistas no nacidos en el País Vasco, Navarra o País Vasco francés (zona denominada Euskal Herria) o habían formado parte de las categorías inferiores de algún equipo de los territorios antes mencionados. Sin embargo, al igual que la mayoría de corredores fichados por el equipo, no tuvo una actuación destacada en su caso porque contrajo la enfermedad de borreliosis de Lyme.
En 2014 fichó por el equipo estadounidense del Team SmartStop.
El 1 de febrero de 2016 la UCI anunció que dio positivo por EPO en un control fuera de competición realizado el 8 de marzo de 2012. Este análisis se efectuó sobre una muestra recogida en esa fecha y analizada con las técnicas actuales de detección de sustancias dopantes.

## Palmarés
2005
- 1 etapa del Istrian Spring Trophy

2006
- Tour de Vojvodina

2008
- 2 etapas de la Vuelta a Cuba
- 1 etapa de la Vuelta al Lago Qinghai

2009
- 1 etapa de la Estrella de Bessèges
- 2 etapas de la Vuelta al Lago Qinghai
- 3.º en el Campeonato de Eslovenia en Ruta

2010
- Gran Premio Pino Cerami

2012
- 2 etapas del Tour de Limousin

2014
- 2 etapas de la Vuelta Independencia Nacional
- Grand Prix Cycliste de Saguenay, más 1 etapa

2015
- 1 etapa del Tour de Utah